# Marcadet – Poissonniers (stanice metra v Paříži)

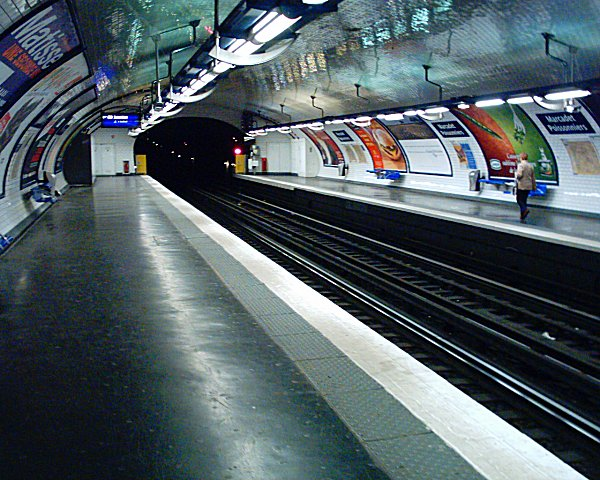
Nástupiště linky 4

Marcadet – Poissonniers je přestupní stanice pařížského metra mezi linkami 4 a 12 v 18. obvodu. Nachází se na křižovatkách ulice Rue Ordener s Boulevardem Barbès a s ulicí Rue des Poissonniers.

## Historie
Stanice byla otevřena 21. dubna 1908 jako součást nejstaršího úseku linky 4 mezi stanicemi Porte de Clignancourt a Châtelet. 23. srpna 1916 sem byl doveden prodloužený úsek tehdejší linky A (dnešní linka 12) ze stanice Jules Joffrin do Porte de la Chapelle. Protože však linku 4 provozovala společnost Compagnie du Métropolitain de Paris a linku A konkurenční Compagnie Nord-Sud, byly obě stanice samostatné. Po sloučení obou společností v roce 1930 byly stanice propojeny přestupní chodbou.

## Název
Stanice linky 4 byla otevřena pod názvem Marcadet odvozené od ulice Rue Marcadet. Tento název pochází z pomístního jména Mercade.
Název stanice linky 12 byl Poissonniers rovněž podle ulice Rue des Poissonniers pojmenované podle obchodníků s rybami (poissonnier – prodavač ryb). Po sloučení obou stanic 25. srpna 1931 získala společný název Marcadet – Poissonniers.

## Vstupy
Stanice má několik východů na Boulevard Barbès před domy č. 69, 80 a 86, na Rue Ordener před dům č. 26b a na Rue des Poissonniers u domu č. 69.